# Cimiteri di guerra dell'Altopiano dei Sette Comuni
I cimiteri di guerra dell'Altopiano dei Sette Comuni sono dei cimiteri militari presenti sull'altopiano di Asiago risalenti alla prima guerra mondiale.

## Storia
(Giuseppe Boccardo )
Durante la Grande Guerra l'altopiano vicentino si trovava lungo la linea di fronte e numerosissimi erano i cimiteri spontanei sparsi sul territorio che raccoglievano le spoglie delle migliaia di soldati caduti durante quattro anni di aspri combattimenti avvenuti in questo territorio.
Alla fine delle ostilità, tra il 1919 ed il 1920, l'"ufficio centrale per la cura e le onoranze alle salme dei caduti in guerra", con sede ad Udine, coordinerà le operazioni per l'inumazione e il riordino delle salme sparse nei vari cimiteri con l'obiettivo di collocarle in cimiteri più grandi e di più facile accesso. Dopo una fase censuaria si conteranno sull'altopiano, nel 1923, 38 cimiteri di guerra (oltre a 3 cimiteri civili che avevano un settore militare) sui 349 presenti sull'intero arco del fronte.
Di questi 41 cimiteri, 18 verranno costruiti ex novo, mentre altri 23 rimarranno i cimiteri che erano, anche se durante gli anni 8 cimiteri austroungarici su 15 verranno trasferiti in un unico cimitero presso l'abitato di Gallio. Rimarranno comunque divisi in settori con al centro ognuno il proprio monumento del cimitero d'origine. Il totale dei caduti sparsi nei 41 cimiteri sarà di 49.524 soldati.
Nel 1932 però, durante il periodo fascista, iniziò la costruzione del grande sacrario militare di Asiago con l'intenzione di raccogliere in un unico monumento-ossario tutte le salme italiane presenti nei vari cimiteri. A lavori ultimati, nel 1938, le salme furono lì trasferite. Rimasero in funzione quindi solo 5 cimiteri militari inglesi e numerosi cimiteri austroungarici (quello di Gallio arriverà nel tempo a contenere oltre 12.000 salme).
Alla fine degli anni sessanta, quando i cimiteri militari austroungarici erano diventati 8, si concordò con l'Austria il trasferimento anche di tutte le salme austroungariche nel sacrario di Asiago. Gli austriaci chiesero però che 5 degli 8 cimiteri (quelli presenti sul Monte Mosciagh) potessero rimanere dov'erano.
Anche i soldati di altre nazionalità vennero trasferiti al sacrario del Leiten (tranne le salme dei soldati francesi, trasferite in Francia), solo i 5 cimiteri inglesi continuavano a contenere le spoglie dei soldati del Commonwealth.
Ad oggi rimangono quindi attivi sull'Altopiano dei Sette Comuni solo i 5 cimiteri militari inglesi (visitati peraltro nel maggio del 1923 dal Re del Regno Unito e Imperatore d'India Giorgio V e dalla Regina consorte Victoria Mary di Teck) ed i cimiteri austriaci del Monte Mosciagh; esistono tuttavia sparsi sul territorio anche alcuni vecchi cimiteri italiani ed austroungarici che nel tempo sono stati ricostruiti o sistemati (come quelli della Brigata Sassari sul Monte Zebio).

## I 41 cimiteri
Di seguito l'elenco dei 41 cimiteri (località e intitolazione, qualora prevista) e numero di salme italiane, inglesi, francesi ed austroungariche in essi contenuti.

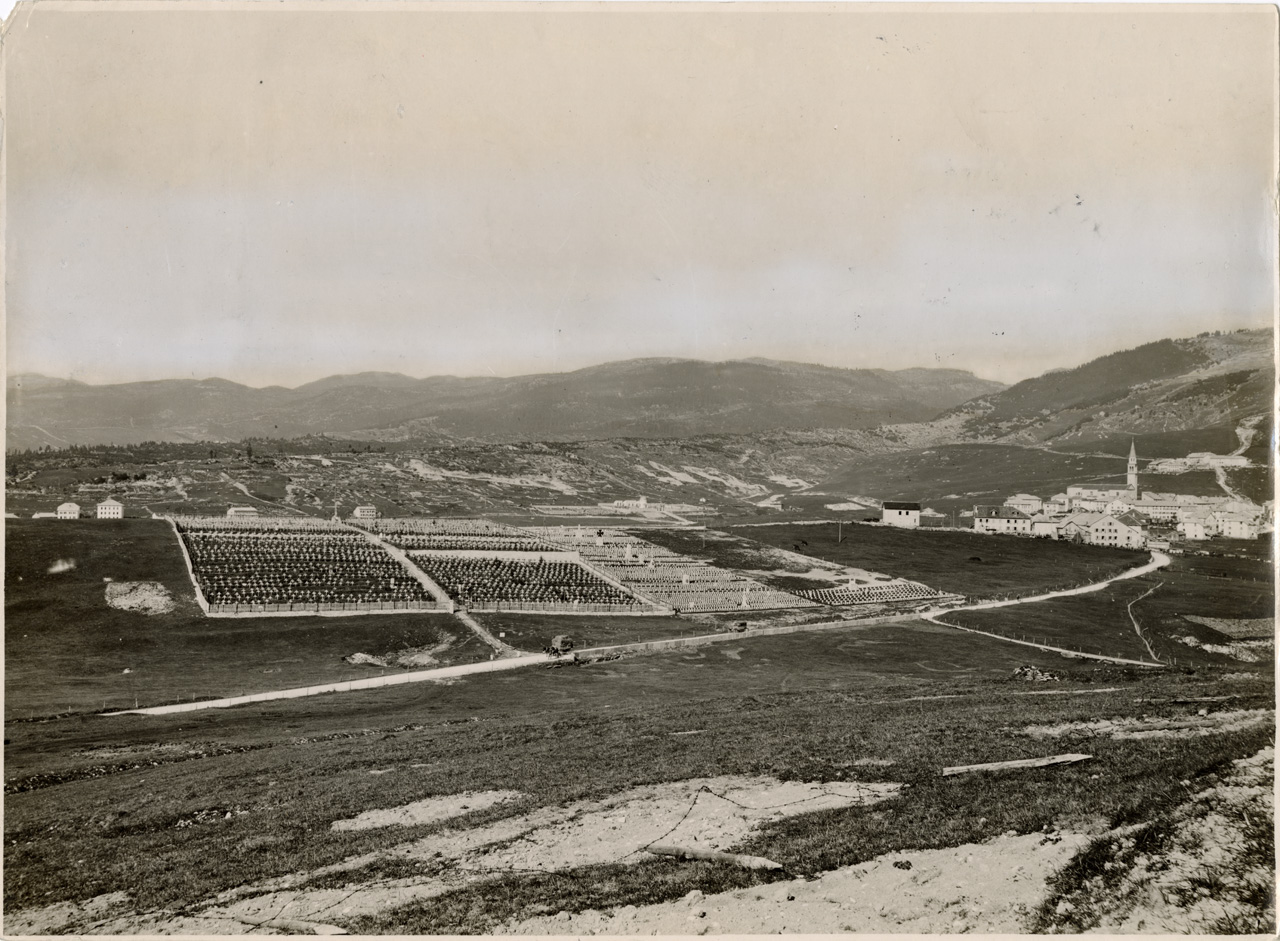
Gallio, cimitero militare "di qui non si passa" a sinistra, sulla destra altri cimiteri provenienti da altri luoghi.

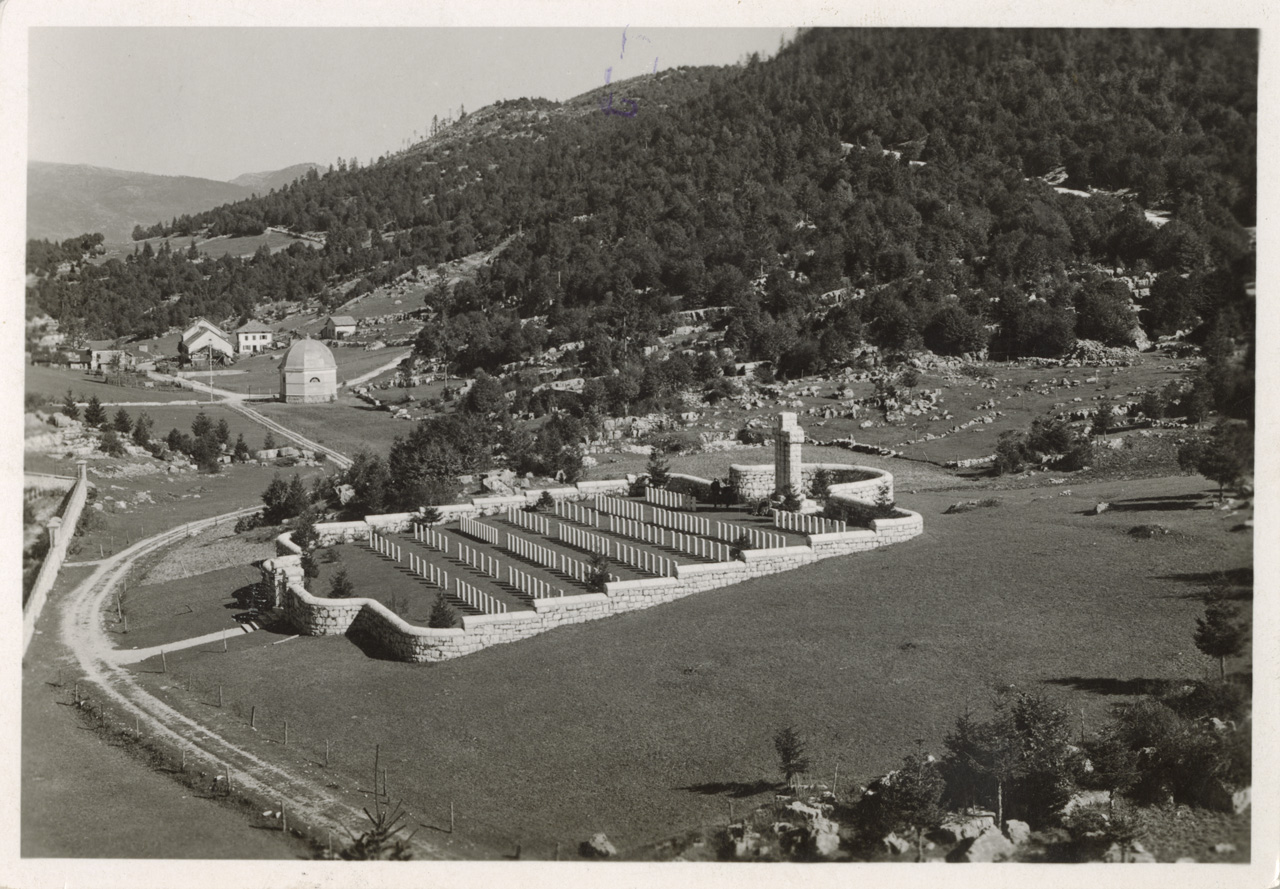
Cimitero militare inglese della Valle dei Magnaboschi.

| Cimitero                                        | Salme    | Salme   | Salme    | Salme           |
| Cimitero                                        | italiane | inglesi | francesi | austroungariche |
| ----------------------------------------------- | -------- | ------- | -------- | --------------- |
| Asiago - Generale Euclide Turba                 | 1.158    | -       | -        | 1.870           |
| Barenthal - British Cemetery                    | -        | 125     | -        | -               |
| Bivio Mandrielle                                | -        | -       | -        | 500             |
| Boscon - British Cemetery                       | -        | 146     | -        | -               |
| Campiello - Maggiore Edoardo Ricchiardi         | 477      | -       | -        | 251             |
| Campo Gallina                                   | -        | -       | -        | 250             |
| Campomulo N.1                                   | -        | -       | -        | 1.158           |
| Campomulo N.2                                   | -        | -       | -        | 342             |
| Campo Rosà N.1                                  | 1.304    | -       | -        | 581             |
| Campo Rosà N.2                                  | -        | -       | -        | 379             |
| Camporovere - Capitano maggiore Giuseppe Pintus | 825      | -       | -        | 726             |
| Canove - Fraternità d'Armi                      | 336      | -       | -        | 816             |
| Cavalletto - British Cemetery                   | -        | 100     | -        | -               |
| Conco - Capitano Mario Colonna                  | 2.064    | -       | 280      | -               |
| Covolin (Cima XII)                              | -        | -       | -        | 900             |
| Enego                                           | 482      | -       | -        | 447             |
| Enego - Cimitero civile                         | 290      | -       | -        | -               |
| Fontanelle di Conco                             | 190      | -       | -        | -               |
| Foza - Tenente Giuseppe Mancini                 | 1.074    | -       | -        | 1.596           |
| Gallio - Di qui non si passa                    | 5.000    | -       | -        | 800             |
| Gallio - Generale Marcello Prestinari           | 1.400    | -       | -        | 2.811           |
| Gallio - Tenente Guido Maifreni                 | 1.632    | -       | -        | 1.076           |
| Ghertele                                        | 10       | -       | -        | 780             |
| Granezza - British Cemetery                     | -        | 142     | -        | -               |
| Lemerle - Capitano Antonio Brandi               | 332      | -       | -        | 1.576           |
| Magnaboschi - Maggiore Umberto Orso             | 1.739    | -       | -        | 596             |
| Magnaboschi - British Cemetery                  | -        | 183     | -        | -               |
| Malga Portule                                   | -        | -       | -        | 180             |
| Marcesina - Tenente Raffaele Stasi              | 1.270    | -       | -        | 1.086           |
| Mosciagh N.1                                    | -        | -       | -        | 289             |
| Mosciagh N.2                                    | -        | -       | -        | 853             |
| Mosciagh N.3                                    | -        | -       | -        | 209             |
| Monte Campigoletti                              | 400      | -       | -        | 23              |
| Passo dell'Agnella (Ortigara)                   | 1.393    | -       | -        | 29              |
| Rotzo                                           | 825      | -       | -        | 726             |
| Rotzo - Cimitero civile                         | 50       | -       | -        | -               |
| Vezzena - Santa Zita                            | 222      | -       | -        | 576             |
| Stoccareddo - Caporale Roberto Sarfatti         | 824      | -       | -        | 1.304           |
| Termine                                         | 15       | -       | -        | 985             |
| Treschè Conca - Sottotenente Carlo Stuparich    | 161      | -       | -        | 65              |
| Val di Nos                                      | 1.646    | -       | -        | 485             |
| TOTALE                                          | 24.294   | 696     | 280      | 24.254          |
| TOTALE                                          | 49.524   |         |          |                 |

## Altri cimiteri
I 41 cimiteri non raccoglievano le salme di tutti i caduti sull'Altopiano durante la Grande Guerra, ma solo una parte. Esistevano infatti altri cimiteri non raccolti nella precedente lista da parte dell'Ufficio Centrale per la cura e le onoranze alle salme dei caduti in guerra (come il Cimitero militare monumentale di Arsiero). Altri cimiteri non vennero catalogati in quanto di dimensioni più contenute, a volte poi, singoli soldati venivano sepolti in luoghi isolati. Inoltre, i soli dispersi sull'Altopiano, tra italiani e austroungarici, sono ancora migliaia. Nella sola battaglia dell'Ortigara furono 4.500 (tra dispersi e prigionieri); nell'Offensiva di Primavera oltre 82.500. Non a caso ancora oggi, a 100 anni dalla fine delle ostilità, vengono saltuariamente scoperti i resti di salme di soldati ignoti, in taluni casi vengono scoperti cimiteri di guerra non segnati sulle cartografie ufficiali, come il caso del cimitero del 3º Reggimento Schützen scoperto nell'estate 2012 appena a nord di Asiago.

## Galleria d'immagini

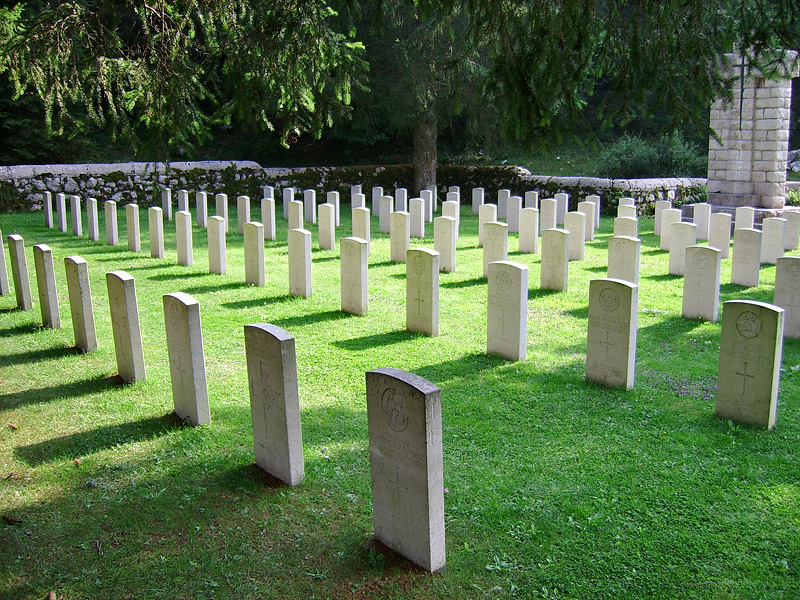
Uno dei 5 cimiteri inglesi, il Cavalletto British Cemetery
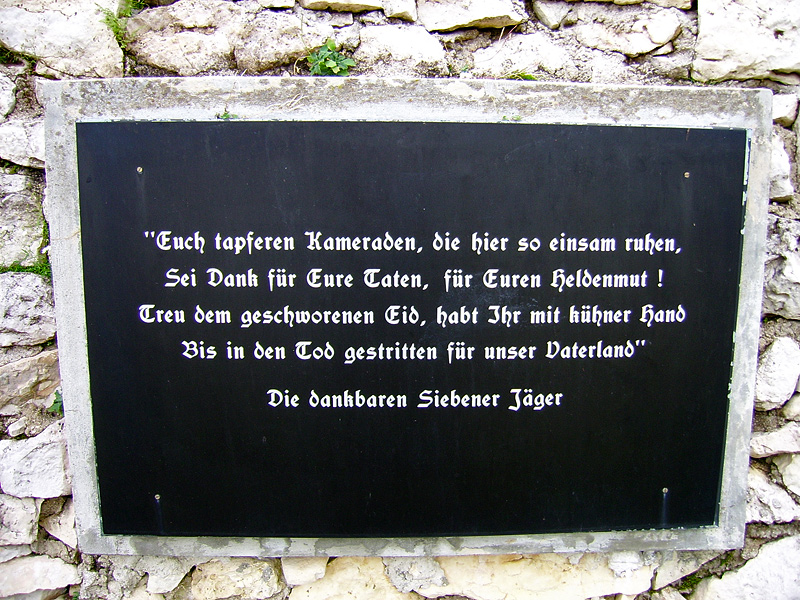
Una delle iscrizioni[4] presso il cimitero di Monte Campigoletti che ricorda i caduti del k.u.k. Feldjägerbatallions N.7
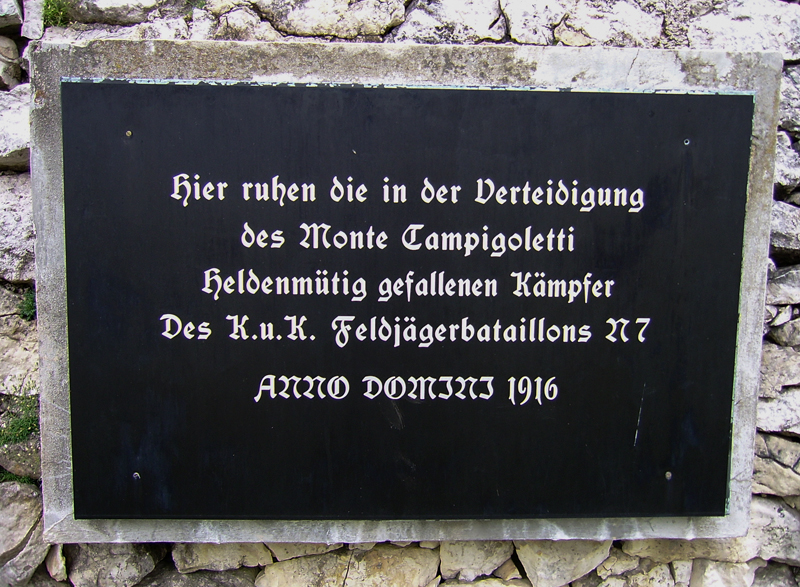
Una delle iscrizioni[5] presso il cimitero di Monte Campigoletti che ricorda i caduti del k.u.k. Feldjägerbatallions N.7
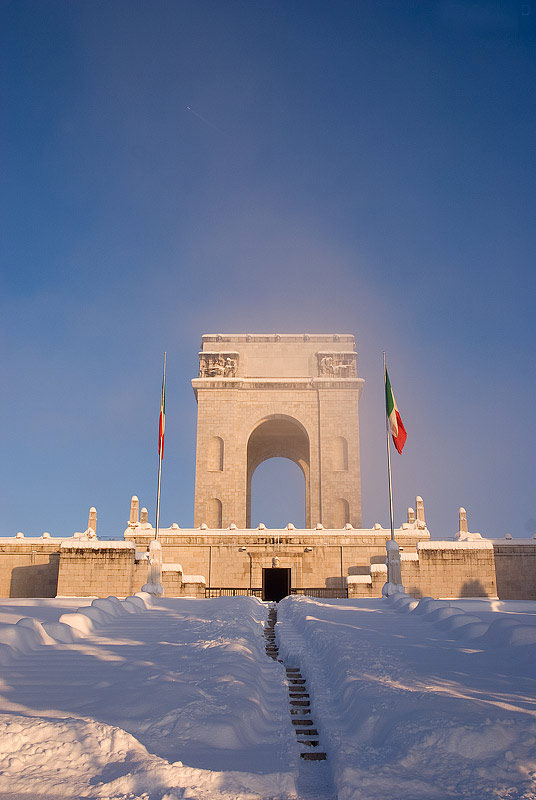
Il Sacrario militare di Asiago che raccoglie oggi le spoglie della maggior parte dei soldati sepolti nei cimiteri militari
Cimitero militare di Gallio "Di qui non si passa" (motto del Battaglione alpini "Bassano") in una foto d'epoca
Cimitero militare di Asiago "Generale Euclide Turba" in una foto d'epoca
Tombe nei pressi dell'Ortigara in una vecchia foto
Cimitero militare di Gallio "Generale Marcello Prestinari" pochi anni dopo la fine delle ostilità
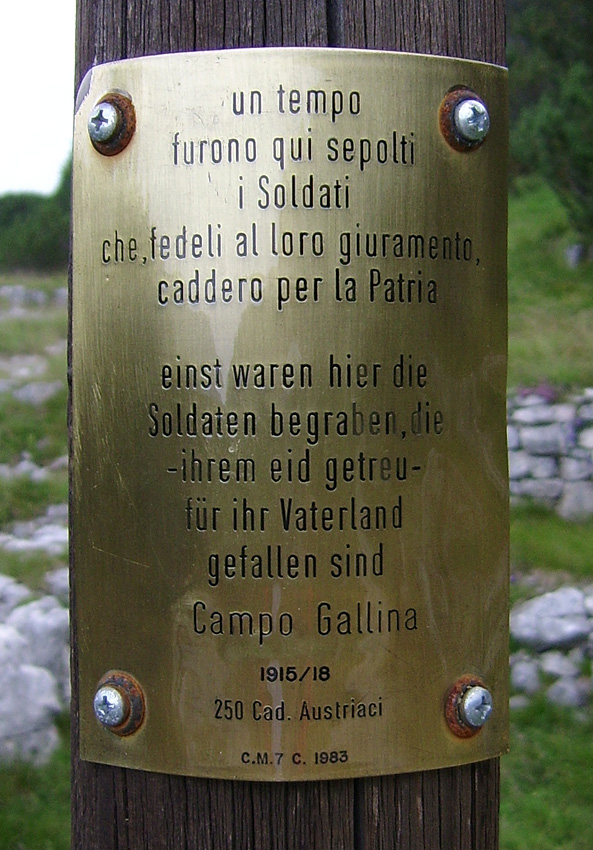
Targa commemorativa sul crocifisso presso l'ex cimitero di Campo Gallina
Un'immagine della chiesa dedicata a Santa Zita presso la Piana di Vezzena (ricostruita nel 2008) con antistante il cimitero militare
Un'altra immagine del cimitero militare di Gallio "Di qui non si passa" (motto del Battaglione alpini "Bassano")